# 寬眼雙刺寄居蟹
寬眼雙刺寄居蟹（学名：Diacanthurus ophthalmicus）为寄居蟹科雙刺寄居蟹下的一个种。